# Filmmuseum
Ein Filmmuseum ist eine Institution, die sich der Geschichte und Technik des Mediums Film verschrieben hat.
In der Regel handelt es sich um ein Museum, das seinen Gegenstand durch Ausstellungen erläutert – von den optischen Geräten (zum Beispiel die Laterna magica, die als Vorläufer der bewegten Bilder gilt), über Gegenstände und Requisiten, die direkt oder indirekt der Herstellung von Filmen entstammen, bis zur Dokumentation der Personen, die an der Herstellung von Filmen beteiligt sind. Im Fall des Filmmuseums München bezeichnet das Wort allerdings einen Teil des Münchner Stadtmuseums, in dem Filme gezeigt werden – die kuratorische und restauratorische Hauptarbeit ist dem Auge des Publikums weitgehend entzogen.

## Liste von Filmmuseen im deutschsprachigen Raum
- Deutsches Filmmuseum Frankfurt am Main (seit 1984). Neben der Dauerausstellung zur Vor-/Früh-/Geschichte des Films zahlreiche Sonderausstellungen, die thematisch vom im selben Haus befindlichen Kino (einem Kommunalen Kino, besitzt auch eine Kinoorgel) ergänzt werden.
- Filmmuseum Bendestorf. Das Museum befindet sich auf dem historischen Filmgelände Bendestorf, auf dem von 1947 bis 2005 knapp 100 abendfüllende Spielfilme und Filmserien entstanden.
- Museum für Film und Fernsehen (ehemals Filmmuseum Berlin) zeigt Teile der Sammlungen der Stiftung Deutsche Kinemathek (seit 1963) im Filmhaus am Potsdamer Platz, in dem auch das Arsenal – Institut für Film und Videokunst e. V., die DFFB (Berliner Filmhochschule) und eine umfangreiche Filmbibliothek untergebracht sind. Statt technischer Grundlagen der Projektion (zu sehen im Technikmuseum Berlin) starker Bezug auf Geschichte, Inhalte und Personen (Schwerpunkt der Ständigen Ausstellung ist der Nachlass von Marlene Dietrich), zahlreiche Sonderausstellungen.
- Filmmuseum Düsseldorf (seit 1993). Setzt als "Schule des Sehens" starke Akzente auf Filminhalte, ohne die Technik auszulassen. Sonderausstellungen. Im Haus befindet sich das Kino Black Box mit einer Kinoorgel von 1929.
- Filmmuseum München (Filmmuseum im Münchner Stadtmuseum; seit 1963). Kinemathek mit internationalem Ruf. Kontinuierliches Filmprogramm, der starke Austausch mit internationalen Archiven ermöglicht Zugang zu seltenen Filmen. Gelegentlich Ausstellungen.
- Filmmuseum Potsdam (seit 1981). Als „Filmmuseum der DDR“ eröffnet, widmet sich die Dauerausstellung der Geschichte der DEFA, des zentralen Filmstudios der DDR. Deren Filme entstanden vielfach auf dem Gelände der nahen Babelsberger Studios, wie auch die der vorherigen Produktionsgesellschaft UFA (bis 1945), die ebenfalls ausführlich gewürdigt werden. Sonderausstellungen, eigenes Kino mit historischer Kinoorgel.
- Filmmuseum Schloss Ballenstedt. Das 2002 eröffnete Museum zeigt auf Schloss Ballenstedt Exponate aus über 130 Jahren Filmgeschichte.
- Industrie- und Filmmuseum in Wolfen. Das Museum beschäftigt sich nicht mit dem (Kino)film, sondern dem Fotografischen Film. Die ehemalige Filmproduktionsstätte der Agfa legt den Schwerpunkt auf die Präsentation des Prozesses der Rohfilmherstellung für Fotoapparate.
- MuMa-Forum. Im Januar 2022 wurde in Bielefeld das MuMa-Forum eröffnet, ein Filmmuseum, das den in Bielefeld geborenen Filmpionieren Friedrich Murnau und Joseph Massolle gewidmet ist.
- Österreichisches Filmmuseum, Wien
- Schweizer Filmmuseum, Basel

Daneben gibt es in vielen städtischen Technikmuseen Ausstellungsbereiche zum Thema Foto- und Filmtechnik. Auch einige private Sammler stellen ihre Geräte aus.

## Filmmuseen in anderen Ländern (Auswahl)
- Academy Museum of Motion Pictures, USA
- Cinemateca Brasileira, São Paulo
- Cinemateca Portuguesa, Lissabon
- Filmmuseum Teheran, Iran
- Filmmuseum Oslo
- Institut Lumière, Lyon
- Moskauer Filmmuseum
- Museum im Det Danske Filminstitut
- Museum of Modern Art, New York, Department of Film and Video
- Museum of the Moving Image, Astoria, New York
- National Media Museum, Bradford
- Nationales Filmmuseum Turin
- Nederlands Filmmuseum (Filmmuseum Amsterdam)